# Danh sách tập phim Inu Yasha (mùa 3)

Bìa của bộ đĩa DVD của loạt anime Inu Yasha mùa 3.

Mùa 3 của bộ phim hoạt hình anime Inu Yasha được phát sóng tại Nhật Bản trên kênh Animax từ ngày 17 tháng 12 năm 2001 tới ngày 12 tháng 8 năm 2002, với nội dung dựa trên bộ manga cùng tên của tác giả Takahashi Rumiko. Anime Inu Yasha được công ty Sunrise sản xuất và được đạo diễn bởi Aoki Yashunao. Cụ thể là trong mùa 3 này, Khuyển Dạ Xoa (Inu Yasha) và bạn bè lại tiếp tục chiến đấu chống lại những âm mưu mới của Nại Lạc (Naraku). Một chi tiết nổi bật trong mùa 3 này là việc Khuyển Dạ Xoa đã luyện được thanh Thiết Toái nha đỏ phá được kết giới của Nại Lạc, anh đã dùng nó cùng với người anh trai Sát Sinh Hoàn (Sesshomaru) đánh trọng thương Nại Lạc và buộc y phải ấn giấu tung tích để phục hồi vết thương.
Tại Bắc Mỹ, hãng Viz Media, một công ty con của Shogakukan, nắm bản quyền phát hành. Bản anime lồng tiếng Anh của mùa 1 được chiếu trên kênh Cartoon Network từ ngày 8 tháng 5 năm 2004 tới ngày 17 tháng 1 năm 2005, như một phần của chương trình Adult Swim. Các tập Anime Inu Yasha mùa 2 cũng được Viz phát hành trong bộ 9 đĩa DVD vào ngày 22 tháng 2 năm 2005.
Có 4 bài hát chính được dùng trong mùa 3 này:
- Bài hát mở đầu I am thể hiện bởi Hitomi (tập 55-64).
- Bài hát mở đầu Owarinai Yume thể hiện bởi Aikawa Nanase (tập 65-82).
- Bài hát kết thúc Dearest thể hiện bởi Hamasaki Ayumi (tập 55-60).
- Bài hát kết thúc Every Heart - Minna no Kimochi thể hiện bởi Kwon Boa (tập 61-82).

## Danh sách các tập anime
| STT | Tên tập phim | Ngày phát sóng gốc        |
| --- | --- | ------------------------- |
| 55 | "Bông hoa đá và mối tình đầu tiên của Thất Bảo" "Ishi no Hana to Shippō no Hatsukoi" (石の花と七宝の初恋)             | ngày 17 tháng 12 năm 2001 |
| Thất Bảo phải lòng Tảo Nguyệt, một cô bé có người anh mất tích trong khi đi lính nhưng vẫn luôn tin tưởng rằng anh cô vẫn còn sống và sẽ trở về. Trong khi đó, một tên yêu quái quyết định giả dạng làm người anh trai hòng dụ Tảo Nguyệt đưa cho ý mảnh "ngọc Tứ Hồn" mà người anh đó đã để lại cho cô bé. | |                           |
| 56 | "Người mỹ nữ đầy mê hoặc trong màn sương mờ ảo" "Kiri no Oku ni Bijo no Yūwaku" (霧の奥に美女の誘惑)                  | ngày 14 tháng 1 năm 2002  |
| Di Lặc pháp sư và San Hô đang truy tìm một yêu quái hiện đang khống chế linh hồn và thể xác của một tiểu thư xinh đẹp nhằm dẫn dụ những người đàn ông tới hang ổ của y để đánh cắp tuổi xuân của họ. | |                           |
| 57 | "Đêm định mệnh ở Đào Nguyên hương (phần đầu)" "Subete wa Tougenkyō no Yoru ni (Zenben)" (すべては桃源郷の夜に 前編)   | ngày 21 tháng 1 năm 2002  |
| Trong khi San Hô đi sửa chữa Phi Lai cốt của mình, các thành viên còn lại trong nhóm lại bị tên Tokajin bắt giữ hòng dùng thân thể họ bón cho cây đào ma quỷ chứa mảnh ngọc Tứ Hồn nhiễm bẩn. | |                           |
| 58 | "Đêm định mệnh ở Đào Nguyên hương (phần cuối)" "Subete wa Tougenkyō no Yoru ni (Kōhen)" (すべては桃源郷の夜に 後編)   | ngày 28 tháng 1 năm 2002  |
| Nhật Mộ Li, Di Lặc và Thất Bảo đã bị thu nhỏ kích thước và nhốt trong ngôi thành thu nhỏ của Tokajin chờ ngày "làm thịt", còn Khuyển Dạ Xoa bị mất yêu lực trong đêm trăng non và đang bị Tokajin bắt trói. Nhưng sau đó tất cả đã thoát được và ít nhất Nhật Mộ Li cũng đã trở lại kích thước bình thường. Bây giờ Nhật Mộ Li, cùng với một Khuyển Dạ Xoa mất yêu lực và đang bị thương nặng với hai người bạn đang có kích thước tí hon, phải vạch kế hoạch chống lại một "tiên nhân" Tokajin đang sở hữu một mảnh ngọc Tứ Hồn trong tay. | |                           |
| 59 | "Hai tỷ muội xinh đẹp mong muốn làm đệ tử" "Bishōjo Shimai no Deshīri Shigan" (美少女姉妹の弟子入り志願)              | ngày 4 tháng 2 năm 2002   |
| Khuyển Dạ Xoa và bạn bè đang đợi San Hô, lúc này đang bận đi sửa chữa Phi Lai cốt, trở về. Thật ra chuyế đi dài hơn mong đợi vì cô gặp hai chị em đang muốn học nghề diệt trừ yêu quái của mình. | |                           |
| 60 | "Lời nguyền của nữ pháp sư đen tối năm chục tuổi" "Kuro Miko Gojūnnen no Noroi" (黒巫女 五十年の呪い)                 | ngày 11 tháng 2 năm 2002  |
| Nại Lạc đưa một mảnh ngọc Tứ Hồn rất lớn cho A Xuân, một nữ pháp sư đen tối, kẻ thù cũ của Cát Cánh, với điều kiện là bà ta phải nguyền rủa Nhật Mộ Li và dùng cô để tiêu diệt Khuyển Dạ Xoa. | |                           |
| 61 | "Cát Cánh và nữ pháp sư đen tối" "Arawareta Kikyō Shikigami Tsukai" (現れた桔梗と式神使い)                            | ngày 18 tháng 2 năm 2002  |
| A Xuân đã thành công trong việc áp đặt lời nguyền lên Nhật Mộ Li và đang dùng cô để tiêu diệt Khuyển Dạ Xoa, nhưng bất thình lình Cát Cánh xuất hiện và cảnh báo kẻ thù cũ của cô: 1)đừng coi thường Nhật Mộ Li; 2)nếu A Xuân dám giết Khuyển Dạ Xoa, Cát Cánh sẽ không tha thứ cho bà. | |                           |
| 62 | "Tà thuật tàn nhẫn của A Xuân" "Sokoshirene Tsubaki no Jubaku" (底知れぬ椿の呪縛)                                     | ngày 4 tháng 3 năm 2002   |
| Cơ thể Nhật Mộ Li đang chiến đấu chống lại lời nguyền của A Xuân, trong khi đó cô đang mơ rằng mình đang ở thế giới hiện đại và chưa từng gặp Khuyển Dạ Xoa. Nhưng rồi với sự giúp đỡ của Cát Cánh (trong mơ), cô cũng đã tỉnh lại và dùng cây cung và hất ngược đòn tấn công của mình vào mặt A Xuân, điều mà cách đây 50 năm Cát Cánh cũng đã làm khi đỡ đòn của A Xuân. | |                           |
| 63 | "Hồng Bạch lưỡng pháp sư" "Ikute mo Habama Kohauku Miko" (行く手を阻む紅白巫女)                                       | ngày 11 tháng 3 năm 2002  |
| A Xuân vẫn sống sót sau thất bại ở tập 62, bà quay về ngôi đền nơi mình và Cát Cánh học pháp thuật ngày xưa để dụ dỗ hai nữ pháp sư trẻ tuổi, khiến họ tin rằng nhóm của Khuyển Dạ Xoa là kẻ thù. | |                           |
| 64 | "Tên yêu quái khổng lồ trong tòa bảo tháp" "Tahoutō no Kyodaina Oni" (多宝塔の巨大な鬼)                               | ngày 18 tháng 3 năm 2002  |
| Trong khi nhóm Khuyển Dạ Xoa đang cố giải thích cho hai nữ pháp sư đã bị A Xuân lừa, thì A Xuân thả một yêu quái trong tòa bảo tháp và hấp thu sức mạnh của nó hòng tiêu diệt Khuyển Dạ Xoa và Nhật Mộ Li, nhưng bị Khuyển Dạ Xoa đánh bại. Điều này khiến Nại Lạc đoạt lại mảnh ngọc Tứ Hồn và A Xuân mất hết sức mạnh, sắc đẹp, tuổi trẻ, hậu quả là bà chết ngay sau đó. | |                           |
| 65 | "Vĩnh biệt, những ngày tháng tuổi thanh xuân !" "Saraba Seishun no Hibi" (さらば青春の日々)                           | ngày 8 tháng 4 năm 2002   |
| Khi ông lão bọ chét Minh Gia quay lại nhóm Khuyển Dạ Xoa thì có một chuyện lạ lùng xảy ra: các thành viên trong nhóm cứ thay nhau thực hiện những hành động hết sức kỳ quái. Mọi người cứ nghĩ là do linh hồn những yêu quái quay lại ám những kẻ trừ diệt mình, nhưng thật ra họ bị điều khiển bởi Xinh Khương, người vợ chưa cưới của Minh Gia đang lùng kiếm vị hôn phu của mình. | |                           |
| 66 | "Kết giới của Nại Lạc và quyết định của Thần Lạc" "Naraku no Kekkai Kagura no Kesshin" (奈落の結界 神楽の決心)        | ngày 15 tháng 4 năm 2002  |
| Kết giới của Nại Lạc bỗng nhiên yếu đi, khiến Cương Nha và Khuyển Dạ Xoa đánh hơi được vị trí của y. Trong khi đó, Thần Lạc sau khi có được mảnh ngọc Tứ Hồn của Cương Nha thì cô bắt đầu suy nghĩ đến việc lật đổ ông chủ tàn nhẫn của mình. | |                           |
| 67 | "Ngọn gió hoang vu của sự phản bội" "Fukiareru Uragiri no Kaze" (吹き荒れる裏切りの風)                                | ngày 22 tháng 4 năm 2002  |
| Thần Lạc phát hiện ra Khuyển Dạ Xoa sẽ bị mất yêu lực vào đêm trăng non, nhưng rồi cô quyết định giữ kín bí mật này sau việc Nại Lạc lại dùng những thủ đoạn tàn bạo để đe dọa tính mạng của mình. | |                           |
| 68 | "Thất Bảo và lá thư khiêu chiến" "Shippō e Ikari no Chosenjō" (七宝へ怒りの挑戦状)                                    | ngày 6 tháng 5 năm 2002   |
| Tố Thiên, người em giá còn sống sót của anh em Sấm Sét mà Khuyển Dạ Xoa đã tiêu diệt, quyết định trả thủ bằng cách thách đấu sinh tử với Thất Bảo, thành viên duy nhất trong nhóm mà... cô đủ sức đương đầu. | |                           |
| 69 | "Nỗi sợ hãi của người đàn ông không mặt" "Kao no Nai Otoko no Kyufu" (顔のない男の恐怖)                               | ngày 13 tháng 5 năm 2002  |
| Nại Lạc quyết định vứt bỏ trái tim Nhện quỷ phiền phức nhưng trái tim ấy lại phát triển thành một phân thân độc lập hoàn toàn. Phân thân ấy không có mặt nên y đã lấy cắp mặt và cả tên của một thầy tu tên là Vô Song, và sau đó đi cướp bóc khắp nơi. Có điều y vẫn không biết được mục đích sống của mình cho đến khi gặp Nhật Mộ Li... | |                           |
| 70 | "Ký ức của Nhện quỷ đã hồi phục" "Yomigaetta Onigumo no Kioku" (よみがえった鬼蜘蛛の記憶)                             | ngày 20 tháng 5 năm 2002  |
| Khuyển Dạ Xoa đã đánh bại Vô Song, nhưng vì lo lắng cho Nhật Mộ Li, anh và Phụng lão lão quyết định lên đường đến chiếc hang nơi Nhện quỷ trị thương. Trong khi đó Vô Song đang dần dần phục hồi cơ thể và Nại Lạc đang chuẩn bị một "chuyến thăm" đặc biệt dành cho Cát Cánh. | |                           |
| 71 | "Trận tử chiến tay ba" "Mitsudomoe no Shitō no Hate" (三つ巴の死闘の果て)                                             | ngày 27 tháng 5 năm 2002  |
| Vô Song tiếp tục tự phục hồi sau mỗi đòn đánh của Khuyển Dạ Xoa. Trong khi đó, Nại Lạc nhận ra rằng mặc dù thiếu trái tim Nhện quỷ (Vô Song), y sẽ không do dự khi giết Cát Cánh, nhưng cũng vì thế mà sức mạnh của y sụt giảm rất nhiều và quyết định tái hợp nhất với Vô Song. Và khi nhóm Khuyển Dạ Xoa tìm thấy cả hai, thì Nại Lạc bắt đầu tiết lộ một bí mật cho cả nhóm... | |                           |
| 72 | "Bài luyện tập quý báu của Đao Đao Trai" "Tōtōsai no Kimyōna Shiren" (刀々斎の珍妙な試練)                             | ngày 3 tháng 6 năm 2002   |
| Khuyển Dạ Xoa quyết định tìm gặp Đao Đao Trai để hỏi ông cách phá hủy kết giới của Nại Lạc. Cuối cùng, anh và Bunza, một đệ tử mới của Đao Đao Trai, hợp tác với nhau để cùng tiêu diệt một yêu quái côn trùng đang tấn công bộ tộc của Bunza, coi như là một phần của "chương trình luyện tập". | |                           |
| 73 | "Hai mẹ con Tử Chức và cảm nhận của Khuyển Dạ Xoa" "Shiori Ayako to Aitsu no Kimochi" (紫織母子とアイツの気持ち)      | ngày 10 tháng 6 năm 2002  |
| Minh Gia nêu cho Khuyển Dạ Xoa một cách để anh có sức mạnh phá hủy được kết giới Nại Lạc: tiêu diệt và hấp thu máu của một tên yêu quái dơi có khả năng tạo ra một kết giới cực mạnh. Tuy nhiên, Khuyển Dạ Xoa nhận ra rằng thật ra anh buộc phải tiêu diệt Tử Chức, một cô bé bán yêu vô tội giống như mình. | |                           |
| 74 | "Thiết Toái nha đỏ, thanh kiếm phá kết giới" "Kekkai Yaburu Akai Tetsusaiga" (結界破る赤い鉄砕牙)                     | ngày 17 tháng 6 năm 2002  |
| Taigokumaru, ông nội của Tử Chức và là thủ lĩnh của bộ tộc yêu quái dơi, tiếp tục sử dụng kết giới do Tử Chức tạo ra để bảo vệ bản thân y trong khi chỉ huy thuộc hạ tấn công ngôi làng của mẹ Tử Chức. Tuy nhiên, sau khi Tử Chức biết được ông ta là kẻ chủ mưu giết cha mình, cô bất hoạt kết giới để Khuyển Dạ Xoa tiêu diệt y, và sau đó cô giúp Khuyển Dạ Xoa rèn luyện được Thiết Toái nha đỏ, thanh kiếm phá kết giới. | |                           |
| 75 | "Âm mưu của 4 vị Thiên vương Báo" "Hyōneko Shitennō no Inobu" (豹猫四天王の陰謀)                                      | ngày 24 tháng 6 năm 2002  |
| Một nhóm yêu quái báo tấn công và bắt cóc Nhật Mộ Li hòng cướp những mảnh ngọc Tứ Hồn của cô. Nhưng sau đó mọi người nhận ra mục tiêu của chúng có vẻ là Khuyển Dạ Xoa và Sát Sinh Hoàn, vì ý định chính của chúng là trả thù cho việc thủ lĩnh bộ tộc Báo bị Khuyển Đại tướng đánh bại. | |                           |
| 76 | "Mục tiêu: Sát Sinh Hoàn và Khuyển Dạ Xoa" "Hyōteki wa Sesshōmaru to InuYasha" (標的（ターゲット）は殺生丸と犬夜叉！) | ngày 1 tháng 7 năm 2002   |
| Khuyển Dạ Xoa dùng Thiết Toái nha đỏ phá vỡ kết giới của nhóm yêu quái Báo và xông vào sào huyệt của chúng. Sau đó, khi Minh Gia tiết lộ về việc trả thù của bộ tộc Báo, mọi người quyết định chia nhau ra để tiêu diệt các mục tiêu của mình. | |                           |
| 77 | "Bộ tộc Báo và hai thanh Nha kiếm" "Hyōnekogoku to Futatsu no Kiba no Ken" (豹猫族とふたつの牙の剣)                   | ngày 8 tháng 7 năm 2002   |
| Các thành viên của bộ tộc Báo quyết định bắt giữ và hiến tế linh hồn của cả một ngôi làng để hồi sinh thủ lĩnh của mình. Nhưng vị thủ lĩnh này lại giết chính các thuộc hạ của mình để cướp đoạt linh hồn của họ, và bây giờ hai anh em Khuyển Dạ Xoa và Sát Sinh Hoàn phải phối hợp với nhau để đánh bại y. | |                           |
| 78 | "Chỉ có em thôi, San Hô !" "Sango Mezashite, Onrī Yū" (珊瑚目指してオンリーユー)                                      | ngày 15 tháng 7 năm 2002  |
| San Hô gặp lại một vị lãnh chúa đã thầm yêu cô hơn 10 năm. Anh nhờ cô thanh trừ một tên yêu quái đang hoành hành trong nhà mình và đồng thời cũng cầu hôn cô. Tất nhiên, Di Lặc ghen, nhưng anh im lặng vì tôn trọng quyết định của San Hô... | |                           |
| 79 | "Kế hoạch đánh cắp Thiết Toái nha của Tà Kiến" "Jaken no Tetsusaiga bun Torisakusen" (邪見の鉄砕牙ブン取り作戦)       | ngày 22 tháng 7 năm 2002  |
| Để lập công với cậu chủ Sát Sinh Hoàn, Tà Kiến quyết định đánh cắp thanh Thiết Toái nha cho anh và lôi kéo Tiểu Linh tham gia. Sau mấy lần thất bại, cuối cùng Tà Kiến cũng hoàn thành "nhiệm vụ", nhưng giữa lúc đó Thần Lạc tập kích bất ngờ và Tà Kiến có nguy cơ bị tụt lại phía sau. Vì vậy Tiểu Linh quyết định vứt bỏ thanh Thiết Toái nha để cứu Tà Kiến. | |                           |
| 80 | "Sát Sinh Hoàn và Tiểu Linh bị bắt cóc" "Sesshōmaru to Sarawareta Rin" (殺生丸とさらわれたりん)                       | ngày 29 tháng 7 năm 2002  |
| Nại Lạc sai Thần Lạc bắt cóc Tiểu Linh hòng buộc Sát Sinh Hoàn giết Khuyển Dạ Xoa, nhưng anh từ chối và thay vào đó, tấn công thẳng vào sào huyệt Nại Lạc. Khuyển Dạ Xoa cũng dùng Thiết Toái nha đỏ phá vỡ kết giới và tấn công y, nhưng bị Thần Lạc chặn lại một cách miễn cưỡng. Trong khi đó, Nhật Mộ Li và các thành viên còn lại bám theo dấu hiệu của một mảnh ngọc Tứ Hồn và lần ra được nơi ở của Hổ Phách, lúc đó đang làm nhiệm vụ canh giữ Tiểu Linh...                                                                         | |                           |
| 81 | "Đứt đoạn: Nại Lạc biến mất" "Tachikireru Naraku no Yukue" (断ち切れる奈落の行方)                                     | ngày 5 tháng 8 năm 2002   |
| Khuyển Dạ Xoa và Sát Sinh Hoàn tranh nhau tấn công Nại Lạc và khiến y bị thương nặng. Nhưng rồi Nại Lạc đã nhanh trí ra lệnh cho Hổ Phách tấn công Tiểu Linh, buộc Sát Sinh Hoàn phải rút lui để cứu cô bé, nhờ đó y chạy thoát. | |                           |
| 82 | "Khoảng cách giữa thời Chiến quốc và thời hiện đại" "Gendai to Sengoku no Hazama" (現代と戦国のはざま)                | ngày 12 tháng 8 năm 2002  |
| Trong khi cả nhóm đang lùng sục dấu vết của Nại Lạc thì Nhật Mộ Li phải quay về thời hiện đại để ôn thi. Chờ quá lâu, Khuyển Dạ Xoa bắt đầu mất kiên nhẫn và anh mò đến thời hiện đại tìm cô. Thế là một Nhật Mộ Li vừa phải lo ôn thi vừa phải lo để mắt đến thói hậu đậu tai hại của anh chàng cẩu. | |                           |